# Okamoto (Film)
Okamoto (岡本万太; Originaltitel: Okamoto Manta) ist ein japanischer Spielfilm von Soujiro Sanada aus dem Jahr 2024.

## Inhalt
Okamoto hat eine Vorliebe für Zahlen und überzeugt in seinem Beruf als Redakteur durch Einfallsreichtum und analytisches Denken. Im Umgang mit Menschen zeigt er hingegen wenig Interesse. Schon bald jedoch gerät er selbst ins Zentrum unerwünschter Aufmerksamkeit – nicht wegen seiner mitunter aufbrausenden Art, sondern aufgrund einiger mysteriöser Kartons, die er für kurze Zeit in Obhut nehmen soll.

## Produktion
Regisseur Sanada war von 2011 bis 2019 Sänger und Gitarrist der Band KYOSHINsoundsorchestra. Im Jahr 2020 drehte er den Film THE PUREST Q. Seit 2023 studiert er an der School of Engineering der Universität Tokio und forscht zu Künstlicher Intelligenz.
Der Film feierte am 15. November 2024 beim Tallinn Black Nights Film Festival Premiere und war im Wettbewerb Rebel With a Cause nominiert. Im Juni 2025 lief der Film auf dem Filmfest München im Wettbewerb Cinerebels, wo er den mit 15.000 Euro dotierten Preis gewinnen konnte.

## Rezeption
Paul Risker für DMovies: „Zumindest versucht der Film, ein Erlebnis zu schaffen, das sich anfühlt, als würden wir in den metaphorischen Kaninchenbau fallen. Hier jedoch fühlt es sich so an, als wären wir 140 Minuten lang Gefangene der ungebremsten Impulse des Regisseurs. Wir werden also nicht vom Surrealen verschlungen, sondern finden uns vorübergehend in einem langweiligen Durcheinander wieder.“

## Auszeichnungen (Auswahl)
- 2024: Tallinn-Black-Nights-Film-Festival-Nominierung im Wettbewerb Rebel With a Cause
- 2025: Filmfest München im Wettbewerb Cinerebels